# Meliton Sardski

## Meliton Sardski
Iz Wikipedije, proste enciklopedije.
Sveti Meliton je bil škof v Sardah v Lidiji (današnji Turčiji), podatek o njegovem rojstvu žal ni znan,  naj bi pa umrl okoli leta 180 po Kr.. Škof Polikrat iz Efeza ga je okoli leta 190 uvrstil med "velike svetnike" Male Azije, kamor med prva dva sodita apostola Filip in Janez. Omenja ga kot že pokojnega in pravi o njem, da je bil evnuh. Kot pravi Polikrat, je živel ves v Svetem Duhu in sedaj počiva v Sardah, kjer čaka na paruzijo ter vstajenje od mrtvih. Gotovo naj bi bilo, da ni pripadal montanizmu, ker ga je montanist Tertulijan štel med katolike. Naj bi pa predstavljal kvartodecimanizem, saj je bilo to pojmovanje vse maloazijske Cerkve.
O njegovih delih nimamo veliko podatkov. Kar se je našlo, se je le preko Evzebija iz Cezareje, ki je živel v 4. stoletju, in Anastazija Sinajskega. Evzebij opiše Melitona kot sardskega škofa, ki je napisal apologijo rimskemu cesarju Marku Avreliju, v kateri je trdil, da bi moralo krščanstvo postati državna vera rimskega cesarstva oziroma, da bi prijateljstvo med državo in Cerkvijo moralo biti normalna stvar, ki prinaša blagoslov obema stranema. Na podlagi tega je Meliton predstavljen kot eden izmed krščanskih apologetov iz 2. stoletja. Poleg tega Evzebij navaja naslove 20 Melitonovih knjig, od katerih pa naj bi bilo ohranjenih le nekaj fragmentov. Leta 1940 je ameriški znanstvenik C. Bonner objavil papirus iz 4. stoletja, ki vsebuje Melitonovo delo Peri pasha (O Pashi) . Pri tem gre verjetno za bogoslužni govor, saj razlaga pomen velike noči. O Melitonu je spregovoril tudi sveti Hieronim, ki je trdil, da je bil ravno Meliton tisti, ki je prvi med kristjani zapisal kanon Stare zaveze.
Melitona Sardskega se spominjamo na njegov god, 1. aprila.

## Nauk o Bogu
Sveti Meliton Sardski se je v svojem času moral soočiti s tremi večjimi herezijami, ki so razjedale krščansko skupnost – te so markionizem, gnosticizem in monarhijanstvo. Pri tem je oblikoval nauk o Bogu. 
Pri markionizmu gre za zametavanje Stare zaveze. Markion, po katerem je herezija tudi dobila ime, je namreč želel ločiti Kristusa in njegovo učenje od »Boga Stare zaveze«. Meliton je temu odločno nasprotoval, s čimer je po eni strani potrdil nauk o Sveti Trojici, torej o edinosti Boga Očeta, Sina in Svetega Duha, po drugi strani pa podkrepil kontinuiteto med Staro in Novo zavezo. Stara zaveza je po njegovem predpodoba in prerokba Nove zaveze in obljuba, ki se je izpolnila v Kristusu.
Druga herezija, ki je pestila krščanstvo pa je bila gnosticizem. Gre za nesprejemanje dejstva, da je Jezus Kristus – pravi Bog – postal tudi pravi človek, torej da je prevzel naše telo, da je trpel in umrl. V svoji velikonočni pridigi, ki velja za eno najstarejših ohranjenih velikonočnih pridig, Meliton jasno pove, da je Jezus Kristus v resnici postal človek in se rodil iz Device Marije.
Tista zadnja, in morda najbolj nevarna herezija, s katero se je srečal, pa je monarhijanstvo, ki zmotno razume Sveto Trojico. Privrženci te herezije so oblikovali prepričanje, da je s Kristusovim učlovečenjem uničena edinost, ki velja v Sveti Trojici. Ta nauk pa bi lahko rešili na dva načina, bodisi da zanikamo Kristusovo Božjo naravo ali pa da zanikamo osebno razliko med Kristusom, torej Bogom Sinom in Bogom Očetom.

## Tipologija
V delu »O Pashi« nam Meliton predstavi eksegetsko metodo, ki jo lahko imenujemo zgodovinska tipologija: dogodki Stare zaveze so primerjani s tistimi v Novi zavezi, med starozaveznimi dogodki osvoboditve in novozaveznimi dogodki odrešenja pa je vidna korelacija. Dogodki iz 2. Mojzesove knjige so opisani kot tipi oz. podobe tega, kar se je uresničilo z učlovečenjem, trpljenjem, smrtjo in vstajenjem Jezusa Kristusa. 
Besedo tipologija sta uporabljala že Justin in Barnaba, v svojih pismih jo omenja tudi apostol Pavel, vendar so razlike med rabo Melitona in njegovih sodobnikov velike. Melitonova teorija tipologije predvideva, da je tip (týpos), npr. prva pasha, pred resničnostjo oz. odrešenjem, ki ga je uresničil Jezus. Zelo podobno tipološko shemo lahko vidimo v Janezovem evangeliju (prim. Jn 6,32).

Po Melitonovi teoriji so tipi začasni, uporabni so le, dokler delo ni dokončano. Tako je kri velikonočnega jagnjeta tip ali predpodoba Kristusove krvi. Trpljenje pravičnih, kot sta bila Abel in Jožef, je predpodoba Kristusovega trpljenja.
On je Pasha našega odrešenja. On je v marsičem mnogo prestal. On je bil umorjen v Abelu, zvezan v Izaku, tujec v Jakobu, prodan v Jožefu, izpostavljen v Mojzesu, zaklan v jagnjetu, preganjan v Davidu, zasramovan v prerokih. (O Pashi, 69)
Poleg janezovskih korenin Melitonova teorija tipologije morda nekaj dolguje tudi skupni zakladnici filozofske modrosti. Proces, v katerem se dogodki v zgodovini pojavljajo vnaprej kot tipi, ki se na koncu izpolnijo, tako da je mogoče dogodek razlagati v luči predpodobe, vodi Melitona k trditvi, da za vsako stopnjo tega procesa obstajajo posebni in ustrezni časi, kar so običajno ponazarjali s podobo delovnega modela iz kiparstva. Kljub temu, da tudi Meliton uporablja to podobo, pa je med njim in njegovimi poganskimi sodobniki bistvena razlika v odnosu do zgodovine. Meliton namreč ne ločuje dogodkov od zgodovine, kajti če se dogodki ne bi zgodili, njegova teorija tipologije ne bi bila mogoča.

## Melitonovo judovsko in helenistično ozadje
Polikrat Efeški, slavni efeški škof (131-196) in Melitonov sodobnik, v enem svojih pisem, ki je ohranjeno pri Evzebiju, označuje Melitona kot nekoga, ki je "v vsem živel v skladu s Svetim Duhom". Meliton je bil judovskega rodu in je bil zato zaznamovan z ozračjem, v katerem je prevladovala judovska smer krščanstva. Na drugi strani je bil močno zaznamovan tudi s helenistično kulturo. Njegovo dvojno ozadje - helenistično in judovsko - se odraža v njegovem nauku in delu. 
Čeprav v svojih spisih nikoli neposredno ne navaja citatov iz novozaveznega korpusa, predvidevamo, da Melitonovo obzorje izhaja iz janezovske tradicije. V prid temu pričuje zlasti njegovo teološko razumevanje Kristusa, ki odraža povezave z Janezovim evangelijem, pa tudi sestava njegovega besedišča, ki je očitno janezovsko. Vključenost v janezovski kontekst je tudi najverjetnejši razlog, da je kot merodajno kronologijo Jezusovega življenja in smrti Meliton sprejemal tisto, ki jo razberemo iz evangelija po Janezu. (Iz tega prepričanja o kronologiji izhaja tudi njegovo odmevno stališče o pravilni dataciji velike noči, in sicer na 14. nisan, glede česar razpravlja v Peri pascha. Na tej podlagi se ga, v skladu s poročanjem Evzebija, pogosto označuje za kvartodecimana.)   
Kot je značilno za večino njegovih sodobnikov, je bil tudi sam pod znatnim vplivom grške kulture. Sarde, nekoč prestolnica kraljestva Lidija, so bile podvržene procesu helenizacije pod Aleksandrom Velikim, kar pomeni, da je tam prevladovalo grštvo že dolgo pred Melitonovim rojstvom. Za časa svojega izobraževanja v retoriki naj bi bil Meliton deležen močnega vpliva dveh stoikov, Kleanta in Posidonija, od sofistov pa se je dobro izuril v alegorični interpretaciji Homerja. Oba vpliva se odražata v načinu njegove interpretacije dogodkov in oseb religioznega pomena (npr. Mojzes in Eksodus), prav tako je na več mestih Peri pascha mogoče razbrati njegovo klasično govorniško izobrazbo. V ohranjenem odlomku iz njegove Apologije je izpričana pomembna misel, da je "krščanska filozofija" koristna za blagostanje imperija. (Prevzem te teze najdemo pri poznejših avtorjih - Hipolitu, Origenu in Evzebiju.)  
Tako judovsko ozadje kot vpliv stoicizma sooblikujeta njegovo prepričanje, da naj bi se krščanska velika noč obhajala v istem času kot judovska pasha. Na zagovor stališča o skupnem datumu je vplivalo tudi njegovo mišljenje, da je Stara zaveza doživela svojo izpolnitev v Jezusu Kristusu. V tem je ključ razumevanja njegovega navidez ambivalentnega odnosa do judovstva (nekateri mu namreč očitajo antisemitsko razpoloženje): Stara zaveza je zrasla v Novo in se s tem izčrpala oz. preminila. 

## Melitonov nauk o Kristusu (kristologija)
V Melitonovem delu »O Pashi« je Bog opisan prek njegovih mogočnih dejanj stvarjenja in odrešenja. Po Melitonovem mnenju se ta dejanja izražajo skozi Kristusa, ki je postal meso.
Campbell Bonner, prvi redaktor knjige »O pashi« je Melitonovo kristologijo označil kot pnevmatično kristologijo, natančneje kot »naivni modalizem«, ki zagovarja, da so Oče, Sin in Sveti Duh le trije načini razodevanja istega Boga. Z drugimi besedami, Bonner je menil, da Meliton ni jasno razlikoval med osebami Svete Trojice in da je verjel, da je Kristusa utelešal Sveti Duh. To je bila v drugem stoletju sicer res pogosta misel, vendar ni Melitonova. Meliton namreč vidi Kristusa kot Stvarnika, »oblečenega« v meso. To lahko vidimo v 66. in 86. poglavju njegovega dela »O Pashi«, kjer je Stvarnik prikazan kot tisti, ki se spusti z neba, v 70. poglavju pa je odet v telo. V 47. in 66. poglavju piše, da je Gospod oblekel človeškost kot oblačilo. Čeprav je to po merilih poznejših stoletij očitno pomanjkljivo, je v kontekstu drugega stoletja pravoverno (otrodoksno), saj Meliton ohranja temeljni resnici, da je bil Jezus Kristus Bog in da je bil človek. 
Melitonova trinitarična teologija se osredotoča na odnos med Očetom in Sinom. To lahko označimo kot "kristocentrični monoteizem"; s čimer je mišljeno, da je za Melitona Kristus Bog in Bog Kristus. Med Očetom in Sinom ni pravega razlikovanja; na nekem mestu namreč beremo, da je Kristus " V kolikor rojeva - Oče in v kolikor je rojen - Sin". Čeprav se je ta odlomek poskušalo razlagati kot da se nanaša na sinove, ki jih Kristus rodi v odrešenju, drugje slišimo, da je on rojen od Očeta in ga tudi rodi.
Ne smemo pozabiti, da Meliton priča o veri, kakor so jo razumeli v njegovem času, in da se je prava vera Cerkve razkrivala postopoma. V središču krščanske vere stoji Kristus in Kristus je v središču vere, ki jo oznanja in živi tudi Meliton. 

## Starozavezni kanon
Melitonov kanon je najstarejši poznani krščanski kanon starozaveznih knjig. Seznam je najverjetneje nastal po njegovem potovanju v Palestino okoli leta 170 in je ohranjen v zapisu cerkvenega zgodovinarja Evzebija iz Cezareje. Takrat naj bi obiskal knjižnico v Cezareji Maritimi z namenom, da se ustrezno izobrazi in oblikuje seznam kanoničnih knjig. Slednji se skoraj popolnoma ujema z judovskim Tanakom, blizu pa mu je tudi kasnejši protestantski kanon. Glede na Evzebijev zapis naj bi Melitonov kanon obsegal naslednje knjige: 
- pet Mojzesovih knjig (Geneza, Eksodus, Numeri, Levitik in Devteronomij),
- Jozue,
- Sodniki,
- Ruta,
- štiri Knjige kraljev,
- dve Kroniški knjigi,
- Davidovi psalmi,
- Salomonovi pregovori in Modrost,
- Pridigar,
- Visoka pesem,
- Job,
- Izaija,
- Jeremija,
- dvanajst malih prerokov (v eni knjigi),
- Daniel,
- Ezekiel,
- Ezra.

Po mnenju strokovnjakov je kanon tako obsegal 22 naslovov, saj je to povezano s številom črk hebrejske abecede. Iz pregleda naslovov pa je razvidno, da jih seznam navaja zgolj 21. Po najbolj uveljavljeni razlagi naj bi se štiri Knjige kraljev razdelile na Kralje in Samuelovi knjigi, kar je bila najbolj razširjena praksa. Knjiga Jeremijevih žalostink naj bi bila vključena k Jeremiju, Nehemija pa h knjigi Ezra (Meliton uporablja zapis Esdras). V kanon ni vključena Esterina knjiga. Knjiga Modrosti spada med devterokanonične knjige in najverjetneje ne spada v Melitonov kanon, ampak gre v primeru uporabe tega imena zgolj za daljše poimenovanje knjige Pregovorov. Skupno tako Melitonov kanon obsega 38 od 45 starozaveznih knjig današnjega katoliškega kanona.
Melitonov kanon dokazuje, da so kristjani sprejeli Staro zavezo kot del svojih verskih spisov in se na ta način jasno odmejili od markionitov, ki so zavračali uporabo starozaveznih besedil. Obenem lahko vidimo, da je bila v 2. stoletju na področju Male Azije tema svetopisemskega kanona še zelo aktualna, saj je ostajalo odprto vprašanje kanoničnosti tistih knjig, ki jih ne najdemo v Tanak, pač pa so navzoče le v Septuaginti (t. i. devterokanoničnih knjig) in tudi nekaterih ostalih, kot je na primer Esterina knjiga.

## Kvartodecimanska kontroverzija
Kristjani, ki so jih imenovali kvartodecimani (ime pomeni »štirinajstniki«, iz latinskega quartus decimus, »štirinajsti«) so imeli prakso, da so se smrti Jezusa Kristusa spominjali enkrat letno in sicer 14. nisana, ko so tudi judje obhajali svojo pasho.
Ta praksa pa je kmalu pritegnila mnoge posameznike, ki so začeli premišljevati in se poglabljati v vprašanja glede trajanja obdobja posta in kdaj naj se post med praznovanjem krščanske (katere koli) pashe tudi konča. S temi vprašanji, ovirami, so se ukvarjali tako Epifanij, kot tudi Krizostom, Psevdo-Hipolit in še mnogi drugi.
Poleg tega vprašanja je bilo za mnoge veliko tudi sledeče vprašanje: ali bi morali vsi enotno praznovati veliko noč, vsi na isti dan?
Glede tega vprašanja poda svoje mnenje Meliton, ki meni, da bi morala biti krščanska pasha 14. nisana. S tem mnenjem pa se niso strinjali na koncilu v Niceji. Na koncilu so določili, da je potrebno vstajenje Jezusa Kristusa od mrtvih vedno praznovati na nedeljo. Za takšno odločitev je bila ključna želja po enotnosti v cerkveni praksi.
Misel kvartodecimanov je vsekakor znana po tem, da sledi kronologiji Janeza in verjame v tipologijo velikonočnega jagnjeta, kot taka pa je tudi konstituirana. Eno izmed vprašanj, ki so bila postavljena, je, da je kvartodecimanska misel ideja, da bi se krščanska pasha praznovala hkrati z judovsko pasho. Kljub vsemu pa so se na koncilu v Niceji strinjali in določili, da se bo praznovala velika noč vedno v nedeljo po prvi pomladanski polni luni, to pa je lahko od 22. marca do 25. aprila.

### Apologija Marku Avreliju
Eno izmed bolj znanih Melitonovih del je apologija Marku Avreliju, ki jo je sardski škof napisal v času kronanja cesarja Marka Avrelija, med leti 169-170. V Apologiji Meliton naziva Marka Avrelija kot prijatelja ter ga prosi, naj konča preganjanja kristjanov v Mali Aziji in ponovno premisli o obtožbah proti kristjanom. 
V Apologiji krščanstvo opiše kot filozofijo, ki je v rimskem obdobju dosegla razcvet in še zdaleč ni pripomogla k oslabitvi imperija, ki je kljub prisotnosti krščanstva še naprej rasel. V tem obdobju so namreč številni protikrščanski odloki za kristjane predpisovali višje davke in zaplembo blaga, obtoževali so jih incesta, brezbožnosti in nemoralnih ritualov. Meliton si je prizadeval za odpravo takšnih obtožb in spremembo mnenja, ki so ga Grki imeli o kristjanih. V Apologiji je zato prikazal korenine krščanske misli, ki je vzcvetela med pogani in je imperiju koristila ter mu prinesla veličino in uspeh. Nadalje Meliton opominja Avrelija na krepostno vedenje cesarja Hadrijana in njegovega predhodnika Antonija Pija, ki sta za časa svoje vladavine tolerirala tako judovstvo kot krščanstvo v Mali Aziji. Sardski škof poziva k ustavitvi nasilja nad rastočimi krščanskimi skupnostmi v imperiju, ki pa so ga izvajali predvsem guvernerji provinc in ne cesar sam, saj si je le-ta prizadeval za nadaljevati Pijevo in Hadrijanovo politiko. To potrjuje tudi odlok, ki ga je Mark Avrelij leta 161 izdal na začetku svoje vladavine in naslavlja problem preganjanja kristjanov v provincah, v katerem je jasno pokazal, da sam ne podpira te prakse in celo svari guvernerje pred nadaljnjimi neutemeljenimi preganjanji krščanskih skupnosti. Mark Avrelij Melitonovega pisma verjetno nikoli ni prejel, saj je bil v času nastanka apologije v tujini, preganjanja pa so se nadaljevala. Kljub vsemu se je Meliton s svojo apologijo zapisal v zgodovino največjih krščanskih apologetov 2. stoletja.

### Peri Pascha/O pashi
Peri Pascha (slovenski naslov O Pashi) je homilija Melitona iz Sard, napisana med letoma 160 in 170 v Mali Aziji, v sodobnem svetu pa je prišla na dan šele po prizadevanjih Campbella Bonnerja leta 1940.
Nekateri sicer trdijo, da Peri Pascha (O pashi) ni homilija, ampak temelji na hagadi, ki je pripoved o Božjih delih ob pashi. Meliton je vztrajal pri prepričanju, da je Kristus umrl 14. nisana zvečer, ko so pripravljali pashalno jed. F. L. Cross navaja, da je Melitonov traktat o pashi "najpomembnejši dodatek k patristični literaturi v tem stoletju". V novejših komentarjih se na podlagi obsežne uporabe retorike pojavlja misel, da gre za primer deklamacije. Poleg liturgične funkcije Peri Pasche nekateri ta zgodnjekrščanski dokument tradicionalno dojemajo tudi kot dokaj zanesljiv pokazatelj o tem, kako so zgodnji kristjani na splošno dojemali judovstvo, saj naj bi bila Peri Pascha natančen opis takratnih čustev kristjanov do Judov in njihovega mnenja o judovstvu. Judje so izrecno obtoženi, da so ubili Kristusa. Meliton za križanje Jezusa Kristusa ne krivi Poncija Pilata. Meliton naj bi bil zaradi tega znan po svojem supersesionizmu, prepričanju, da judovsko ljudstvo ne izpolnjuje Stare zaveze, ker ne verjame v Jezusa Kristusa. Vendar se ni zadovoljil z zavračanjem judovstva kot zgrešenega in je judovsko prakso primerjal s prvim osnutkom, ki bi ga bilo treba zaradi krščanstva "uničiti" ali "razpustiti". Zaključi z gorečo obtožbo: "Gospoda ste razbili ob tla, bili ste zravnani z zemljo. In ležite mrtvi, medtem ko je on vstal od mrtvih."
Kako bralec doživlja avtorjev odnos do Judov, je verjetno odvisno od opredelitve avtorja samega; dejstvo pa je, da so arheološka izkopavanja razkrila ostanke živahne judovske skupnosti za to obdobje. V takšnem kontekstu lahko besedilo odraža tudi strahove kristjanov pred samozavestnim prozelitizmom s strani Judov ali pa globok občutek njihove negotovosti sredi močne judovske večine, ali spet odziv na izbruhe nasilja nad kristjani. Te razlage temeljijo na nekoliko krhkih predpostavkah, na primer na obsežnosti poskusov Judov, da bi pritisnili na spreobrnjenje, občasna preganjanja Judov pa so bila občasna in zelo lokalizirana ter so bila pogosto zgolj prepiri med skupnostmi. Morda cilj ni bil spodbuditi antisemitske misli pri kristjanih, temveč osvetliti, kaj se je v resnici zgodilo med pasijonom Jezusa Kristusa, vendar je besedilo vseeno pomagalo podžgati in uveljaviti protijudovske nazore, ki se ohranjajo še danes. Njegovi spisi torej odpirajo vprašanja o antisemitskih temeljih krščanske teologije, na katera se sodobni kristjani še vedno trudijo odgovoriti.

## Smrt in zapuščina
Evzebij Cezarejski v svoji Cerkveni zgodovini hrani pismo Polikrata Efeškega naslovljenega papežu Viktorju I., ki pove, da je bil Meliton v svojih delih voden od Svetega Duha.
Melitonov sloves pisca je ostal vse do srednjega veka, saj so mnoga dela, sicer psevdoepigrafska, pripisana njemu. Predvsem je bil vešč v poznavanju Stare zaveze. Bil je eden najbolj plodovitih pisateljev v svojem obdobju, v 2. stoletju. Spisek njegovih del nam priskrbi Evzebij, a čeprav so mnoga dela izgubljena, ostaja pričevanje o njegovi pomembnosti in velikem poznavanju njegovih del. Evzebij sam nam poda nekaj fragmentov njegovih del, ostala najdemo v delih različnih piscev. Fragmenti njegovih del so našli ohranjene v sirskem prevodu in so zdaj shranjeni v knjižnici Britanskega muzeja. Cureton jih je nekaj prevedel, ostali pa so objavljeni v angleščini v Kitto's Journal of Sacred Literature, vol 15. 
Meliton je bil hiliast oz. mileniarist, verjel je v tisočletno kraljevanje Kristusa na zemlji (t.i. mileniarizem) in sledil je tudi Irenejevim pogledom (o odrešenju človeka). Tako Hieronim (v svojih Komentarjih Ezekiela, 36) kot Genadij (De Dogm. Eccl., poglavje 5) sta potrdila, da je prepričan mileniarist.